# Wiesen-Storchschnabel
Der Wiesen-Storchschnabel (Geranium pratense), auch Blaues Schnabelkraut, ist eine Pflanzenart aus der Gattung der Storchschnäbel (Geranium) in der Familie der Storchschnabelgewächse (Geraniaceae).

## Merkmale

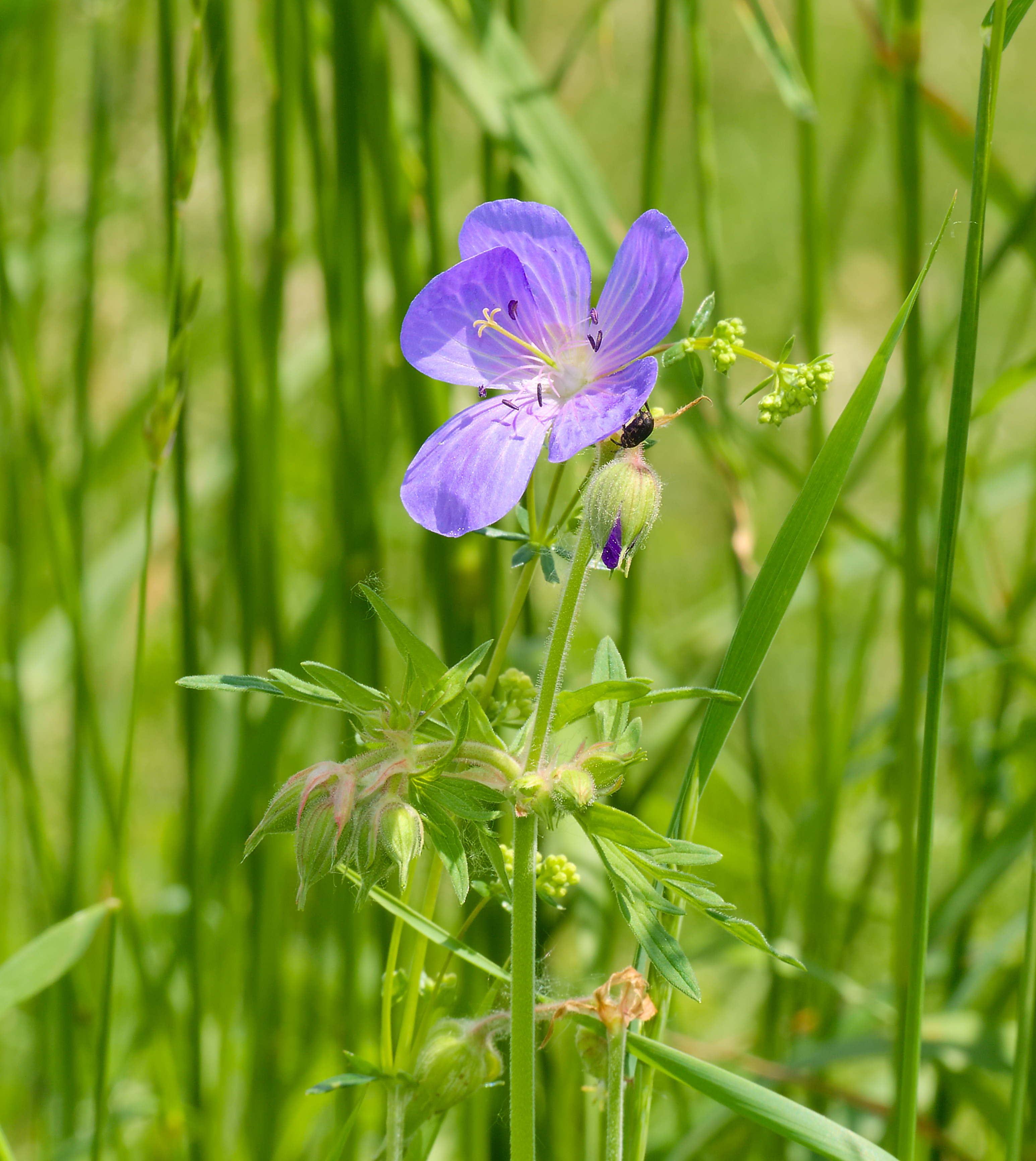
Wiesen-Storchschnabel (Geranium pratense)

Der Wiesen-Storchschnabel ist eine ausdauernde krautige Pflanze, die Wuchshöhen von 20 bis 80 Zentimeter erreicht. Es handelt sich um einen sommergrünen Hemikryptophyt. Am Stängel und an den Blattstielen befinden sich abwärts gerichtete Haare, insbesondere der obere Teil sowie die Blütenstiele sind drüsig behaart. Die gegenständigen Laubblätter sind gestielt. Die Blattspreiten sind tief handförmig geteilt, ihre sieben Abschnitte sind fiederspaltig und tief gesägt. Nebenblätter sind vorhanden.
Die Blüten sind paarweise angeordnet. Die Blütenstiele sind nach dem Verblühen abwärts gebogen, zuletzt oft wieder aufgerichtet. Die zwittrige Blüte ist radiärsymmetrisch und fünfzählig. Die fünf grünen Kelchblätter sind (0,7 bis) meist 1 bis 1,2 cm lang. Die fünf hell blauvioletten Kronblätter sind rund 15 bis 22 Millimeter lang. Es sind zwei Kreise mit je fünf Staubblättern vorhanden. Die Staubfäden sind am Grund abrupt dreieckig auf meist 1,5 bis 2 mm verbreitert. Fünf Fruchtblätter sind zu einem oberständigen Fruchtknoten verwachsen. Die Griffel sind 5 bis 8 mm lang. Die Frucht ist 3 bis 3,7 cm lang. Die Fruchtklappen sind dicht drüsenhaarig.
Die Blütezeit reicht von Juni bis August. Die Chromosomenzahl beträgt n = 14, bzw. 2n = 28.
Die Blütenformel lautet:
{\displaystyle \star K_{5}\;C_{5}\;A_{5+5}\;G_{\underline {(5)}}}

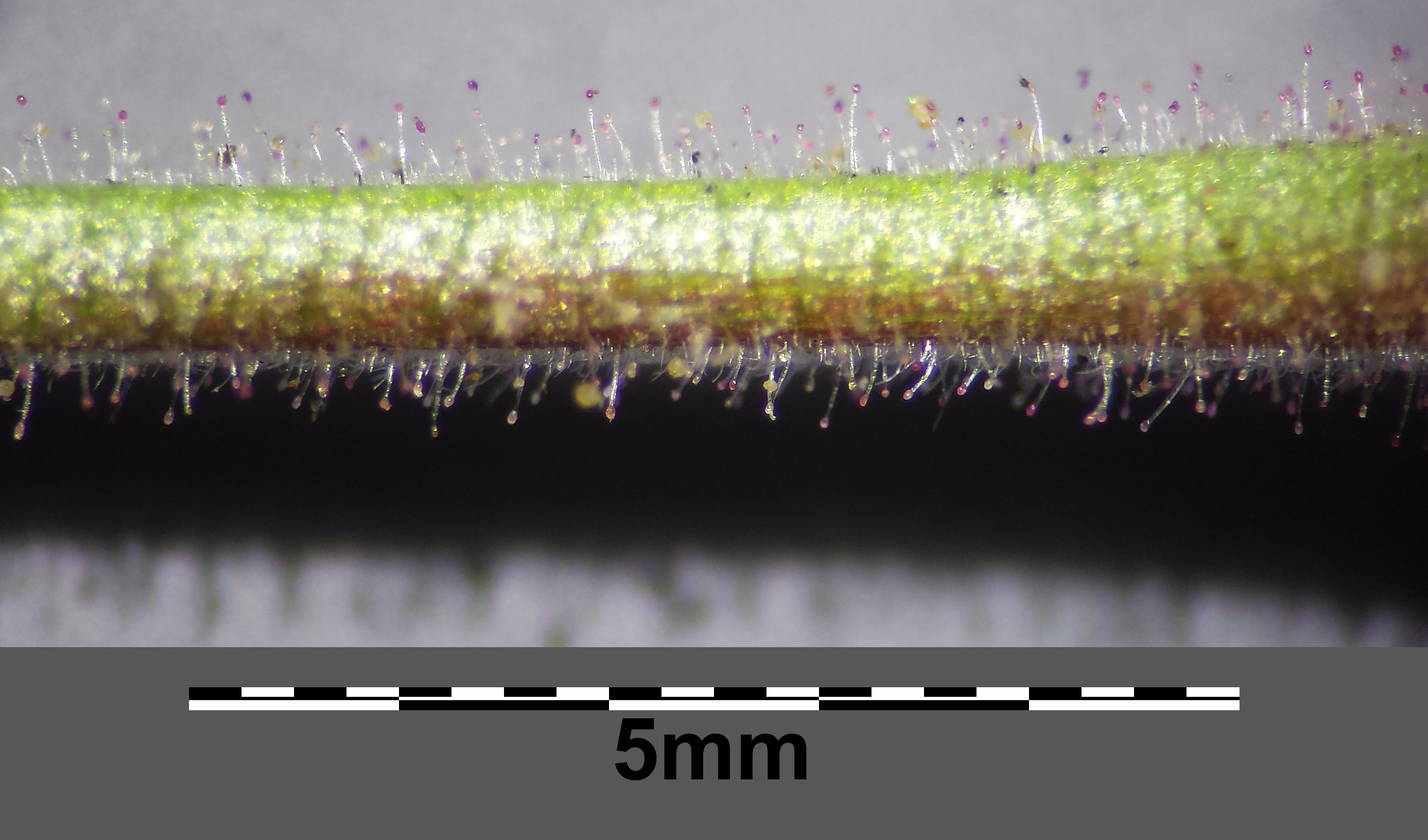
Blütenstiel mit gebogenen Haaren und längeren Drüsenhaaren
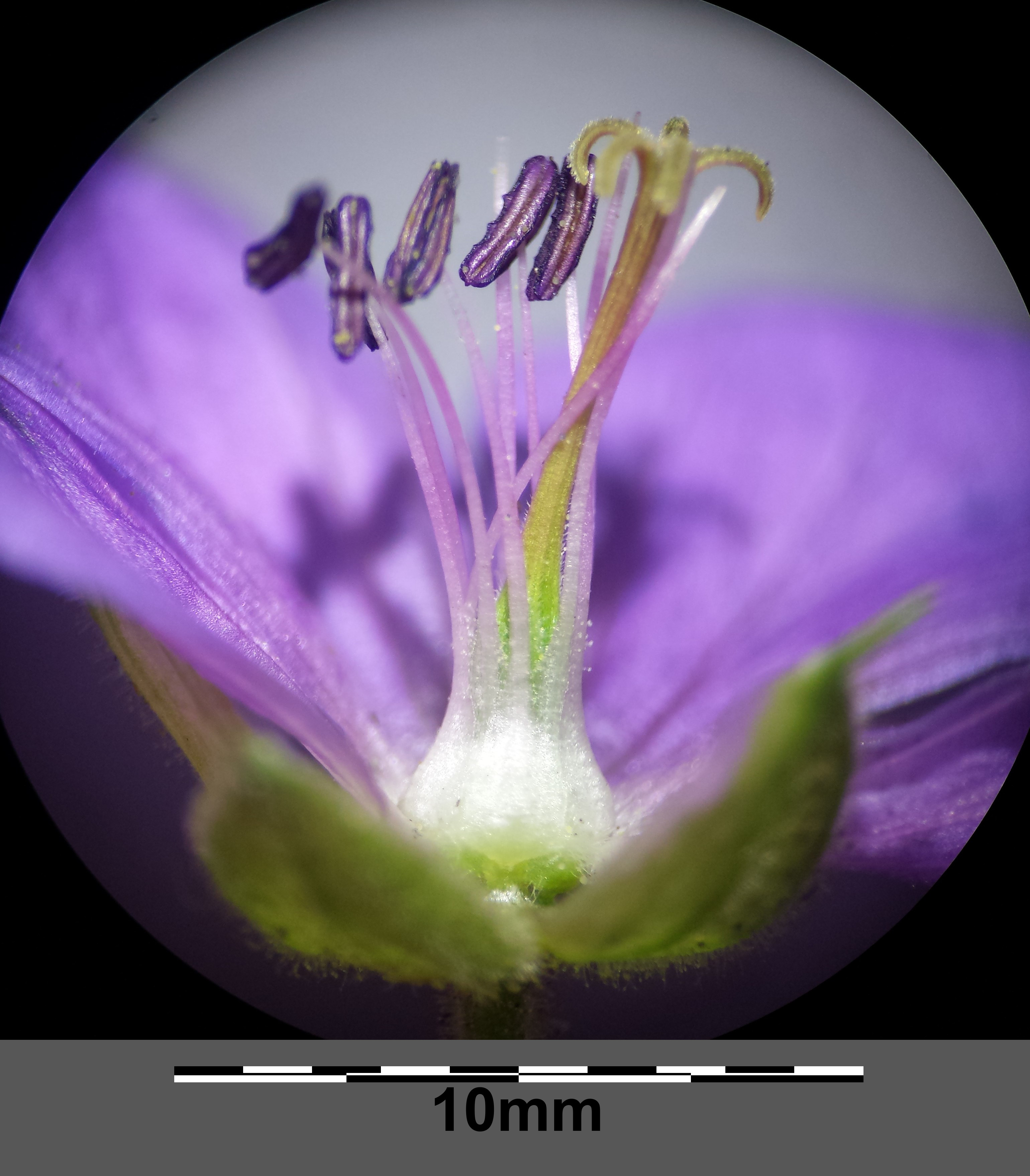
Fruchtknoten und am Grund abrupt verbreiterte Staubfäden
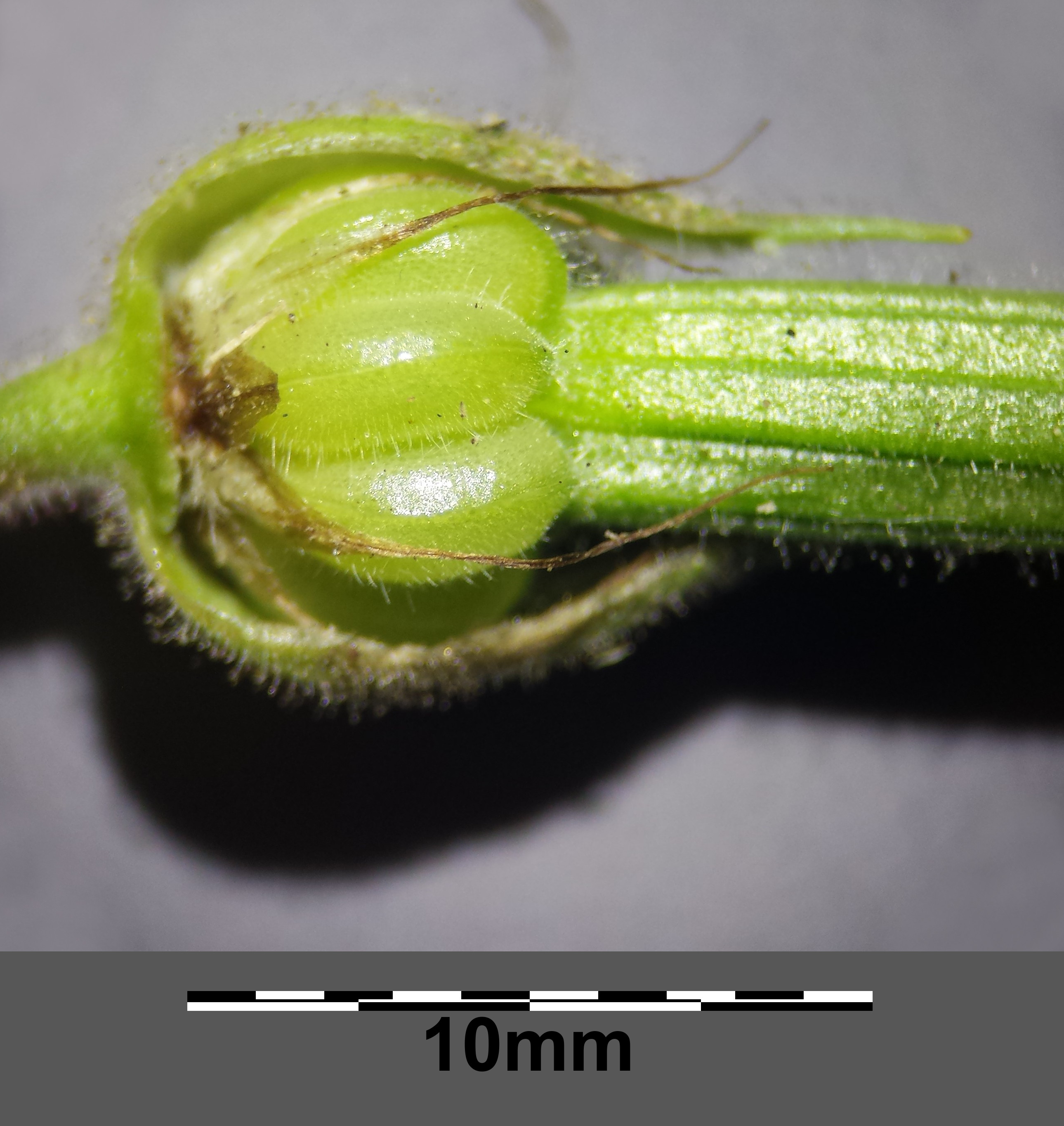
Behaarte Fruchtklappen (vordere Kelchblätter entfernt)

## Ökologie

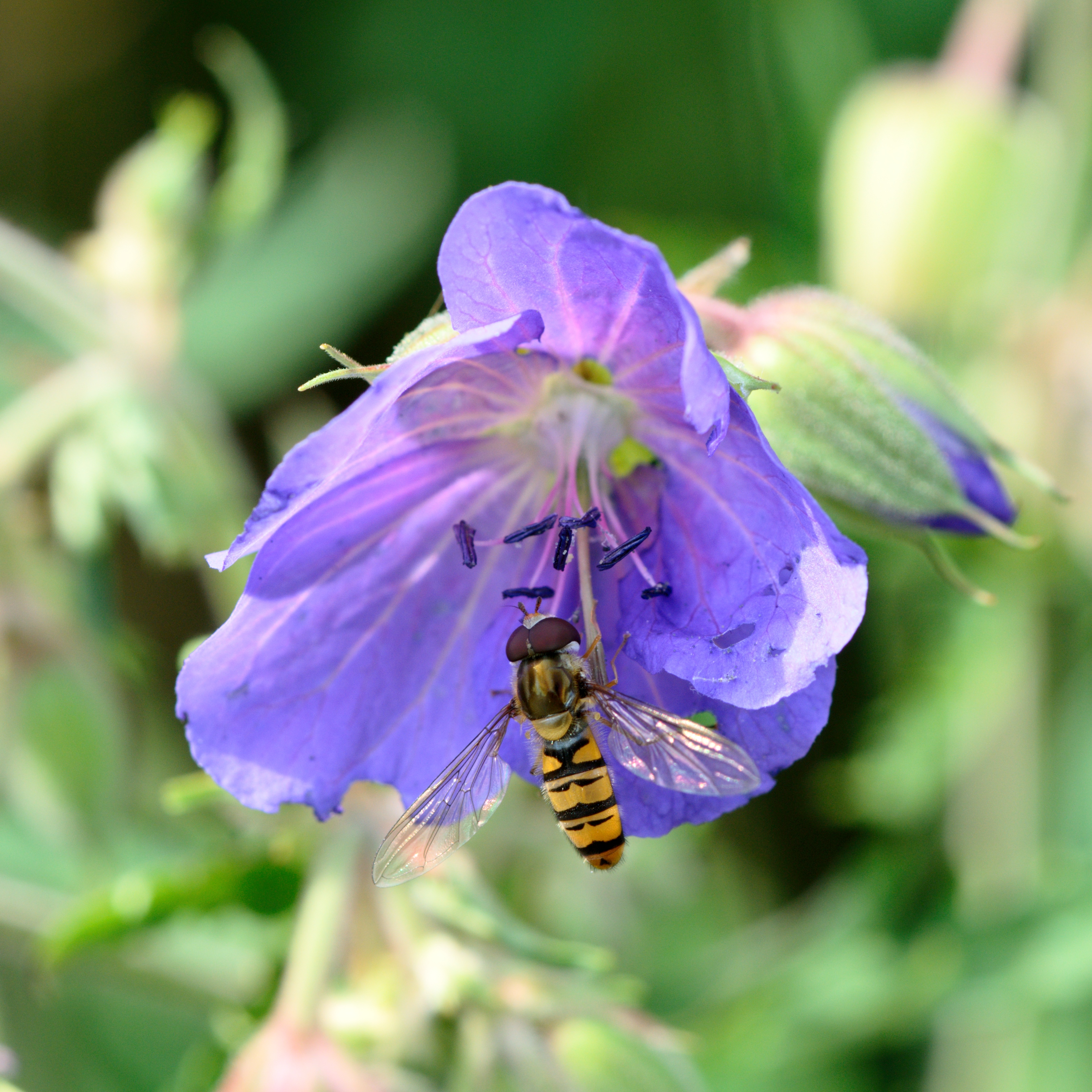
Eine Hainschwebfliege besucht eine Blüte des Wiesen-Storchschnabels

Der Wiesen-Storchschnabel ist ein ausdauernder Hemikryptophyt und eine Halbrosettenpflanze. Aufgrund von Blattgelenken können sich die Pflanzen auf anderen größeren Arten als Spreizklimmer abstützen. Mit Hilfe der Blattgelenke ist außerdem eine genaue Ausrichtung der Blattfläche zum größten Lichteinfall hin möglich; dies geschieht aufgrund einer Photonastie. Die Pflanze ist außerdem reich drüsig-zottig durch Köpfchenhaare mit ätherischen Ölen. Sie besitzt auch ein kräftiges Rhizom.
Die Blüten sind streng vormännliche „Nektar führende Scheibenblumen“. Ihr Nektar ist durch einen Haarkranz als „Saftdecke“ geschützt. Zuerst spreizen sich die inneren, dann die äußeren Staubblätter und schließlich die Narbenäste. Neben zwittrigen Pflanzen finden sich nicht selten auch rein weibliche Pflanzen mit kleinen Blüten. Die Art ist also gynodiözisch. Die drüsige Behaarung des nach der Blüte herab gebogenen Blütenstängels soll aufwärts kriechende Insekten als unerwünschte Besucher abhalten. Die Lebensdauer der Blüten beträgt 2 Tage. Bestäuber sind besonders Bienen und Schwebfliegen, seltener Falter. Die Art ist eine wichtige Bienenweide der Sommermonate und des beginnenden Herbstes. Eine Selbstbestäubung ist fast ausgeschlossen. Die Blütezeit reicht von Juni bis August.
Die Früchte sind Austrocknungsstreuer. Der Samen liegt lose im becherförmigen unteren Teil des Fruchtfachs. Sein vorzeitiges Herausfallen wird durch Vorsprünge oder Haare verhindert. Lösen sich dann die Fruchtfächer plötzlich von der Mittelsäule ab, werden die Samen katapultartig bis über 2 m fortgeschleudert. Dazu erfolgt Menschenausbreitung durch Verschleppung mit dem Mahdgut. Die Samen sind Kältekeimer.

## Vorkommen

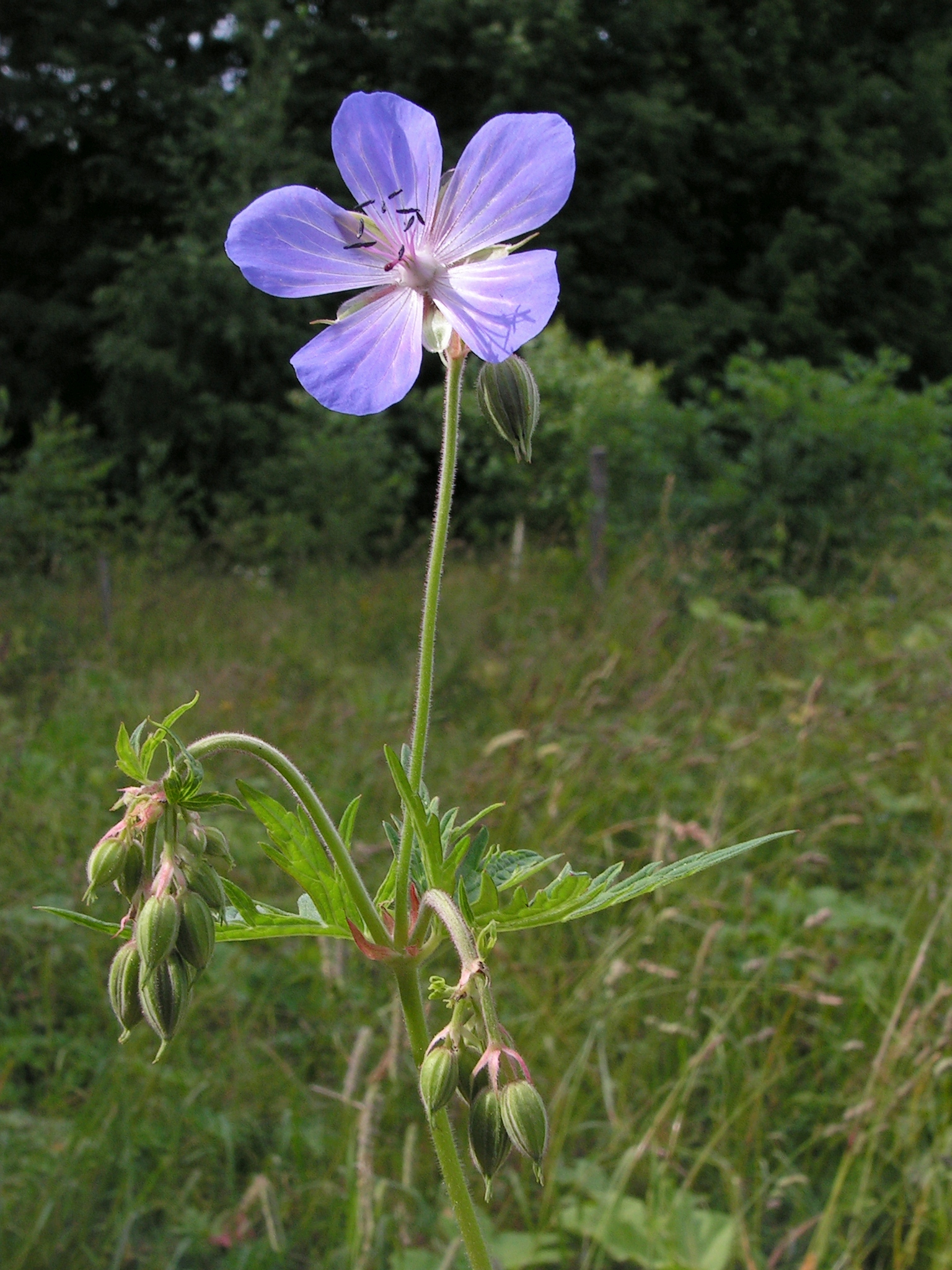
Wiesen-Storchschnabel (Geranium pratense)

Der Wiesen-Storchschnabel kommt in Europa und Asien in der meridionalen bis borealen Klimazone vor. Er hat sein Hauptvorkommen auf nährstoffreichen, meist kalkhaltigen Frischwiesen und -weiden, sein Nebenvorkommen in nährstoffreichen Stauden- und ausdauernden Unkrautfluren. Er ist eine Charakterart des Arrhenatheretum, kommt aber auch in Gesellschaften des Verbands Alliarion vor.
Nach Dörr und Lippert breitete sich die Art nach 1960 im Allgäu entlang der Verkehrswege rasch aus und ist heute dort verbreitet. Er steigt dort in den Alpen in Bayern an der unteren Wengenalpe im Hintersteiner Tal bis zu 1230 m Meereshöhe auf. In Südtirol und in Kärnten wurde die Art noch bei 1600 Metern, in der Steiermark bei 1900 Metern Meereshöhe beobachtet.
Die ökologischen Zeigerwerte nach Landolt et al. 2010 sind in der Schweiz: Feuchtezahl F = 3w (mäßig feucht aber mäßig wechselnd), Lichtzahl L = 4 (hell), Reaktionszahl R = 4 (neutral bis basisch), Temperaturzahl T = 3+ (unter-montan und ober-kollin), Nährstoffzahl N = 4 (nährstoffreich), Kontinentalitätszahl K = 4 (subkontinental).